# Nuestra Señora de la Defensa (Tlaxcala)
Nuestra Señora de la Defensa es un santuario situado en el centro de México, en la comunidad de San Ambrosio Texantla, entre los cerros de los municipios de Panotla y Totolac en el estado de Tlaxcala y a 20 minutos de la ciudad capital de Tlaxcala. 
Durante muchos años ha sido uno de los santuarios marianos más importantes del estado de Tlaxcala, visitado por cientos de fieles procedentes de los estados de Puebla, Morelos, México, Hidalgo, Veracruz y otros, que buscaban la sanación de sus males espirituales y físicos a través de la protección de la Virgen María y del agua milagrosa que brota en el interior de su templo. A partir del año 2015 se sumaron los peregrinos de la Virgen de la Defensa de Juanacatlán, Jalisco.
A lo largo de todo el año es visitada por sus fieles, destacando los peregrinos del estado de Morelos el tercer domingo y lunes del mes de mayo, además de su ya conocida fiesta patronal que se celebra el día 12 de octubre.
Las fiestas patronales inician el 4 de octubre con un novenario en honor a la Santísima Virgen de la Defensa; iniciando la procesión y el rosario por las calles de la población a las 4h30, siendo el punto de partida y retorno en su santuario. Los días que siguen se engalanan con la visita de peregrinaciones que acuden a rendir tributo a la Reina del Cielo. Al atardecer del 11 de octubre inician las vísperas de la festividad, acompañadas por el sonido del teponaxtle y de cohetones.
Los primeros minutos del día 12 de octubre inician con las tradicionales mañanitas que sus hijos en agradecimiento por los favores recibidos le llevan; la procesión inicia más temprano, puesto que se acompaña a la Virgen con música y cohetones y a las 5h30 de la mañana habrá que estar de regreso en el santuario para entonar nuevamente las mañanitas e iniciar con la primera misa de las que habrán de realizarse a lo largo del día.
A diferencia de otras poblaciones, son los fieles quienes voluntariamente contribuyen a engalanar su fiesta. Hay quien regala los adornos florales, los fuegos pirotécnicos, el adorno, la música.

## Origen de esta imagen

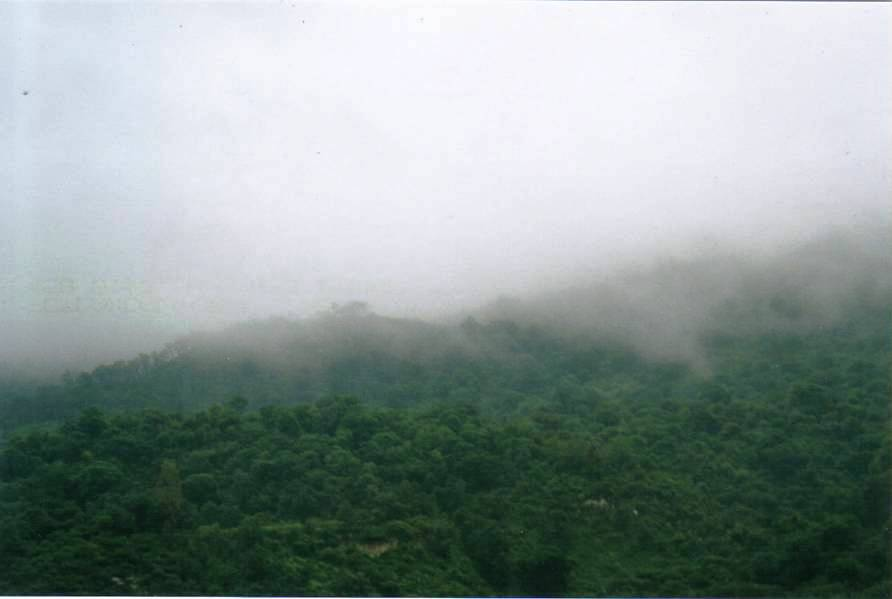
Vista del cerro donde estuvo la Ermita.

En la sierra de Jalisco hizo vida ermitaña un hombre llamado Juan Bautista de Jesús, con fama de virtud constante y santidad nada ordinaria. Tenía una Imagen de la Concepción de la Santísima Virgen María, de la cual experimentaba continuas maravillas, y por espacio de catorce meses estuvo sintiendo impulsos interiores de manifestarlas para gloria de Dios y de su Madre, pero siempre se resistía, temiendo que publicadas estas maravillas, sería mucha la gente que acudiría a su Ermita a venerar a la Santísima Virgen; con mucho menoscabo de la paz y sosiego, con que en aquel retiro se mantenía. Por otra parte le remordía la conciencia, que teniendo ocultos los prodigios y maravillas de su Imagen, le impedía el provecho que muchos podrían lograr para sus almas, creciendo mas en la devoción de la Santísima Virgen, y que si él moría en aquellos páramos, quedarían sepultados en el eterno olvido.

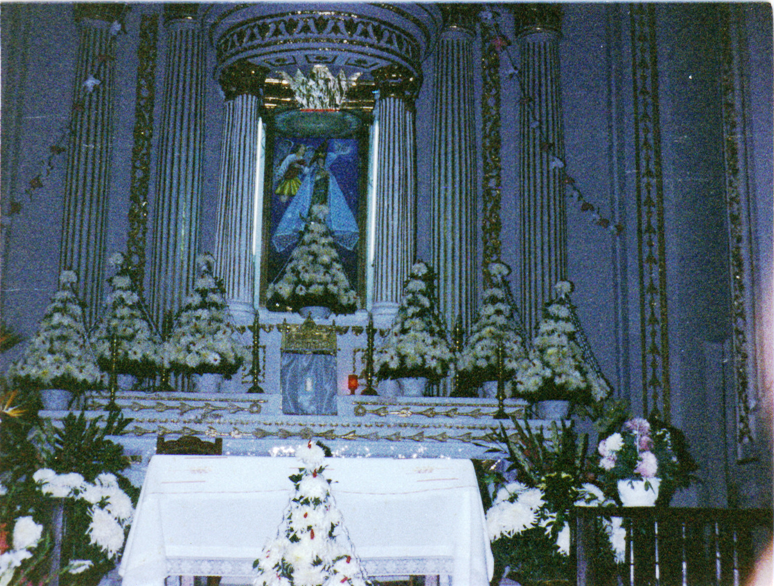
Vista interior del Santuario de la Defensa.

Después de mucha oración, el Señor le inspiró que diese de todo cuenta a su Confesor. El cual le mandó, que por escrito, diése razón de todo cuanto había visto y experimentado de maravillas en aquellas sagrada Imagen. Obedeció Juan Bautista y entregó el escrito a su Confesor, y éste lo llevó al Señor Obispo Don Juan de Palafox y Mendoza.
Habiendo Juan Bautista acabado el escrito, dudaba mucho al entregarlo, porque temía que por eso se la habían de quitar y privarle de una presea tan amada, pero no deseaba desobedecer a su confesor. En estas dudas le rezó a la Virgen y claramente le dijo: "vaya el papel que esta es la voluntad de mi hijo y mía". Obedeció y entregó el escrito al confesor. Este lo pasó al obispo, el cual después de hecha información jurídica de todo lo que juzgó conveniente, y habiendo primero ido en persona a visitarla envío orden al cura y vicario de Tlaxcala, para que sacase de su Tabernáculo la Imagen y la llevase al palacio de su Ilustrísima. Se dice que aquella noche que se sacó se oyeron por todo aquel monte aullidos de lobos y sentidas quejas de hombres que mostraban grande dolor.

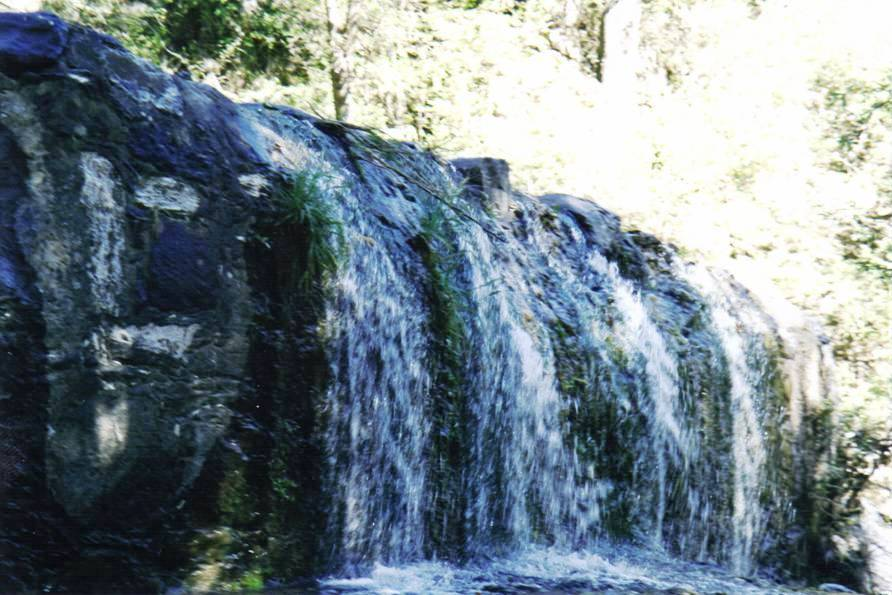
Arroyo localizado en las cercanías del Santuario.

Como el ermitaño Juan Bautista sabía que le iban a quitar, por orden superior del Obispo, su Santísima Imagen, mandó a hacer otra en el tamaño y facciones semejantes, a quien también puso el nombre de Nuestra Señora de la Defensa, que según se dice le hizo los mismos favores. Algunas veces vio a la Virgen a la cabecera de los enfermos, que devotamente se encomendaban a ella.
En el año de 1662 por una tempestad furiosa y copiosísimo aguacero, creció bastante el río Zahuapan, asolando muchas casas de los pobres y parecía amenazar la ruina de toda la Ciudad de Tlaxcala. Entonces Juan Bautista en la Ermita y postrado delante de la Imagen, con gran fe y confianza dijo: Señora, guarda la casa y al que habita en ella, y defended la ciudad. Al decir esto se escuchó un gran trueno, y con él los nublados se dividieron a una y otra parte, el río se contuvo, salió el sol y se acabó la tempestad.

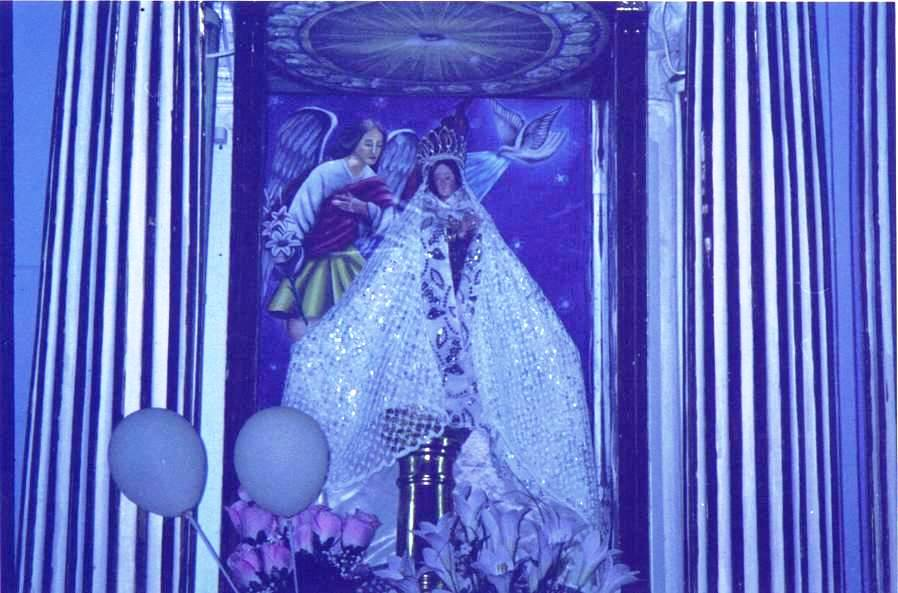
Nuestra Señora de la Defensa en su altar principal.

En dos ocasiones cayeron sobre la Ermita dos rayos en la parte correspondiente al lugar en que estaba la Imagen y dando sobre el techo subieron hacia arriba sin penetrar hacia abajo, como quien respetaba la Imagen de la Virgen. Una vez yendo a Puebla le salieron al encuentro dos indios salteadores a caballo, y le pidieron el dinero que llevaba. Respondióles que era pobre y no llevaba cosa alguna que darles, apeáronse entonces para desnudarlo y llevarse los vestidos. Invocó con grande fe a la Madre de Dios de la Defensa, y al punto sonando ruido como de muchos hombres que venían a caballo, huyeron los salteadores, atribuyendo a Nuestra Señora de la Defensa el haber escapado de aquel riesgo.
Cuando se resolvió por orden de sus Confesores Juan Bautista a escribir estos favores de la Virgen, se le apareció un demonio, y embistiendo contra él, le mordió en la mano derecha con que escribía. Llamó en su Defensa a la Virgen, y luego lo dejó, pero le quedó la mano tan envenenada, que por muchos días le pareció que la traía dentro del fuego. Aplicándose algunas reliquias sanó, pero le quedó lisiada la mano en la palma, sin duda para recuerdo de lo que a la Vrgen le debía.
Todo lo dicho consta, de lo que Juan Bautista de Jesús escribió en el libro de su vida, a que lo obligaron con expreso mandato siete confesores suyos.

## Santuario de Nuestra Señora de la Defensa

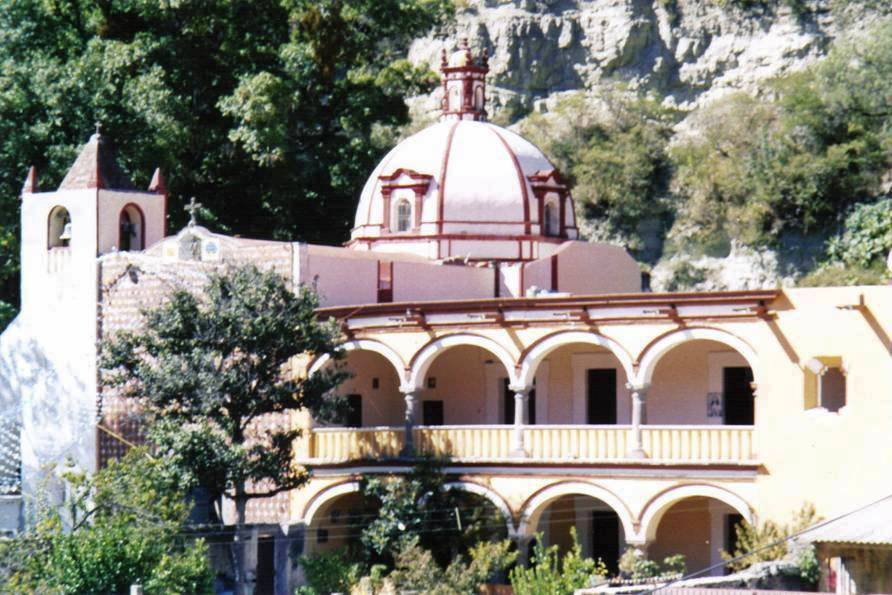
Vista panorámica del Santuario de Nuestra Señora de la Defensa.

Cerca de la Ermita donde estuvo Juan Bautista de Jesús, fue construido el templo en el que se venera a la milagrosa Imagen de Nuestra Señora de la Defensa.
Se trata de una construcción que data de los siglos XVII y XVIII. Su fachada hecha a base de loseta octagonal de barro de azulejo presenta un arco de medio punto como acceso y ventana coral en forma cuadrangular rematando una moldura semipiramidal. A un costado se encuentra una torre que luce un arco botarel, y en el remate un adorno piramidal flanqueado en cada esquina con almenas. Del lado derecho, para quien entra al Santuario, se localiza el curato con arcada superior. En la parte posterior destaca una cúpula ochavada con linternilla. El templo conserva aún portada atrial, ya sin muro. La portada está forjada en piedras y jambas, impostas y un arco de medio punto de cantera aparente y reja de hierro forjado, en la parte inferior hay una escalera que lleva al atrio. El piso es de mosaico de 20X20, pilastras cuadradas y estípites forjadas en tabique. Las bóvedas presentan lunetos y la cúpula está gajonada. En el altar principal se encuentra una escultura de Nuestra Señora de la Defensa y arriba un Cristo crucificado flanqueado por pilastras pareadas.

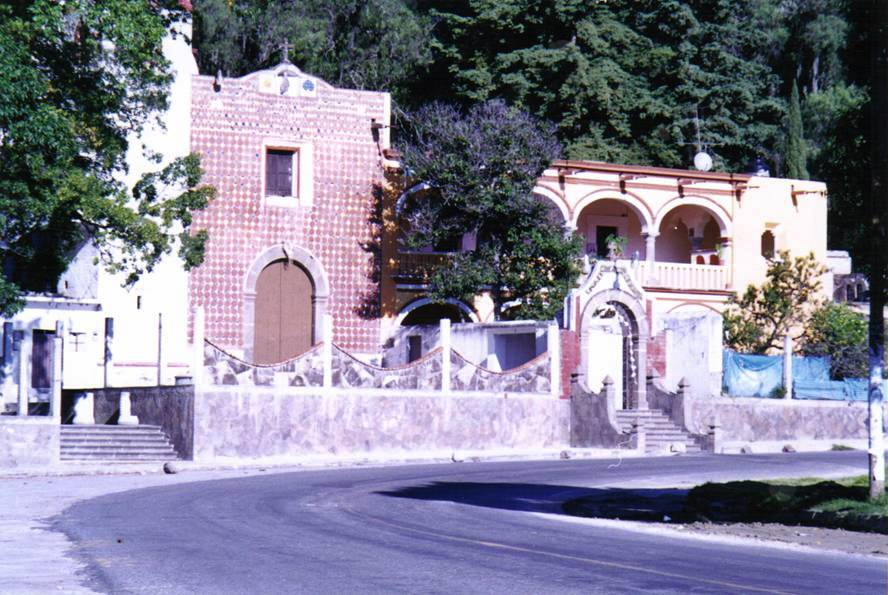
Vista frontal del Santuario de Nuestra Señora de la Defensa.